# Solenostoma pyriflorum
Solenostoma pyriflorum là một loài Rêu trong họ Jungermanniaceae. Loài này được Stephani mô tả khoa học đầu tiên năm 1917.